# Presidenti della Provincia di Gorizia
Elenco dei presidenti dell'amministrazione provinciale di Gorizia.

## Presidenti della Provincia

### Eletti dal Consiglio provinciale (fino al 1993)
| Nº | Nº | Ritratto | Nome               | Mandato           | Mandato       | Partito                     |
| Nº | Nº | Ritratto | Nome               | Inizio            | Fine          | Partito                     |
| -- | -- | -------- | ------------------ | ----------------- | ------------- | --------------------------- |
|    |    |          | ?                  | ?                 | ?             | ?                           |
|    |    |          | Gian Franco Crisci | 21 settembre 1988 | 5 giugno 1991 | Democrazia Cristiana        |
|    |    |          | Gino Saccavini     | 5 giugno 1991     | 9 luglio 1993 | Partito Socialista Italiano |

### Eletti direttamente dai cittadini (1993-2016)
| Nº             | Ritratto         | Ritratto       | Nome                                          | Mandato        | Mandato          | Partito                                     | Coalizione | Coalizione                  | Elezione |
| Nº             | Ritratto         | Ritratto       | Nome                                          | Inizio         | Fine             | Partito                                     | Coalizione | Coalizione                  | Elezione |
| -------------- | ---------------- | -------------- | --------------------------------------------- | -------------- | ---------------- | ------------------------------------------- | ---------- | --------------------------- | -------- |
|                |                  |                | Monica Marcolini                              | 9 luglio 1993  | 12 maggio 1997   | Lega Nord                                   |            | LN                          | 1993     |
|                |                  |                | Giorgio Brandolin                             | 12 maggio 1997 | 11 giugno 2001   | Indipendente di centro-sinistra             |            | L'Ulivo-PRC                 | 1997     |
| 11 giugno 2001 | 23 aprile 2006   | 2001           | Giorgio Brandolin                             |                |                  | Indipendente di centro-sinistra             |            | L'Ulivo-PRC                 |          |
|                |                  |                | Enrico Gherghetta                             | 23 aprile 2006 | 20 maggio 2011   | Democratici di Sinistra Partito Democratico |            | L'Ulivo-PRC-FdV-IdV-PdCI-PP | 2006     |
| 20 maggio 2011 | 1º dicembre 2016 | PD-SEL-IdV-FdS | Enrico Gherghetta                             | 2011           |                  | Democratici di Sinistra Partito Democratico |            |                             |          |
| –              |                  |                | Pierpaolo Martina (Commissario straordinario) | 2011           | 1º dicembre 2016 | 1º gennaio 2021                             | —          | —                           | —        |